# Liste der Naturdenkmale in Hessisch Lichtenau
Die Liste der Naturdenkmale in Hessisch Lichtenau nennt die im Gebiet von Hessisch Lichtenau im Werra-Meißner-Kreis in Hessen gelegenen Naturdenkmale.

## Liste
| Bild                          | Bezeichnung               | Ortsteil, Lage                                                       | Beschreibung | Art | Nr.         |
| ----------------------------- | ------------------------- | -------------------------------------------------------------------- | --- | --- | ----------- |
| Fotos hochladen               | Nickelslinde              | Hessisch Lichtenau, Himmelsbergstraße 51° 11′ 41,6″ N, 9° 43′ 5,6″ O | Die Linde steht am östlichen Rand eines Grundstücks an der Ecke Himmelsbergstraße und Sälzerstraße, das auf einem zeitgenössischen Stadtplan als „Herrschaftlicher Garten“ bezeichnet wird. Bei dem Baum befindet sich eines der wenigen erhaltenen Gartenhäuser aus der ersten Hälfte des 19. Jahrhunderts, das aus geschichtlichen und städtebaulichen Gründen als Kulturdenkmal geschützt wird. |     | HEL 636.058 |
| Fotos hochladen               | Mausoleumshügel mit Teich | Hessisch Lichtenau 51° 12′ 40,7″ N, 9° 42′ 6,8″ O                    | Lenoir-Mausoleum |     | HEL 636.059 |
| BW                            | 1 Linde                   | Fürstenhagen, Hollenbachstraße 2 51° 12′ 33,2″ N, 9° 41′ 8,4″ O      | |     | HEL 636.060 |
| mehr Fotos \| Fotos hochladen | Hollensteine              | Hollstein, An den Hollsteinen 51° 10′ 48,9″ N, 9° 47′ 19,2″ O        | Zu der Gesteinsformation aus Dolomitgestein gehören zwei steil aufragende Monolithe und ein kleinerer Felsen, die in einer Linie hintereinander stehen. Sie waren namengebend für den Ort. Auslaugungen und die exogenen Kräfte der Verwitterung bewirkten ihr brekziiertes und löchriges Aussehen. In der an Märchen und Sagen reichen Region verbindet alter Volksglaube die Existenz der Hollensteine mit Frau Holle, deren Hausberg der nahegelegene Meißner ist. Diese Steine sollen, nach der einzigen bekannten Überlieferung zu ihrer Herkunft, Frau Holle in ihrem Schuh gedrückt haben, bevor sie sie hier herauswarf. |     | HEL 636.061 |
| Fotos hochladen               | Höllensteine              | Hollstein, Am Chattenberg 51° 10′ 45,8″ N, 9° 47′ 22,6″ O            | Die Höllensteine genannte Felswand des Zechsteinhügels ist die Fortsetzung der Hollensteine nach Süden. Sie wurde ebenso wie die Hollensteine zum Ende des Tertiärs als Horst aus den benachbarten Schollen des Buntsandsteins und Muschelkalks herausgehoben. Mit der gleichen Verordnung, die auch die Hollensteine als Naturdenkmal sicherte, wurde sie als „Höllensteine“ in das Naturdenkmalbuch des Landkreises Witzenhausen eingetragen. |     | HEL 636.062 |
| BW                            | 1 Eiche                   | Küchen 7 83/29, Drei Eichen 51° 10′ 45,5″ N, 9° 48′ 54″ O            | |     | HEL 636.063 |
| BW                            | Volksweinbuche            | Quentel 51° 12′ 21,2″ N, 9° 38′ 45,6″ O                              | |     | HEL 636.064 |
| Fotos hochladen               | Dorflinde                 | Reichenbach, Mühlhof 51° 9′ 41,5″ N, 9° 46′ 39,3″ O                  | |     | HEL 636.065 |
| mehr Fotos \| Fotos hochladen | Großer Stein              | Reichenbach 51° 9′ 6,5″ N, 9° 47′ 35,5″ O                            | |     | HEL 636.066 |
| BW                            | 1 Eibe                    | Reichenbach 51° 10′ 5,9″ N, 9° 48′ 17,3″ O                           | |     | HEL 636.067 |
| BW                            | 1 Linde                   | Reichenbach, Im Tor 51° 9′ 41,3″ N, 9° 46′ 43,2″ O                   | |     | HEL 636.068 |
| BW                            | Lindengruppe              | Velmeden, Friedhof 51° 12′ 46,1″ N, 9° 47′ 59,3″ O                   | |     | HEL 636.071 |
| mehr Fotos \| Fotos hochladen | Kitzkammer                | Hausen 51° 12′ 29,3″ N, 9° 50′ 10,9″ O                               | Die Kitzkammer ist eine Austrittstelle der Lava aus einer Erdspalte, die eine Felswand aus fünf- und sechseckigen waagrecht liegenden Basaltsäulen gebildet hat. Sie ist auch ein Sagenort, der mit dem Mythos um Frau Holle verbunden wird. In einem Märchen von Schmieder verwandelte Frau Holle zänkische Mädchen in Katzen und sperrte sie in der Kitzkammer ein. |     | HEL 636.704 |
| Fotos hochladen               | Bergwiese Hausener Hute   | Hausen 51° 12′ 23,4″ N, 9° 50′ 39,5″ O                               | Bedingt durch die Höhenlage wachsen in der Lebensgemeinschaft der Bergwiese Arten mit montanem oder borealem Verbreitungsschwerpunkt, die teilweise hessenweit extrem selten oder vom Aussterben bedroht sind. Im Oktober 1913 kamen rund dreitausend Menschen aus höchst unterschiedlichen Jugendgruppen, die mehr Freiheit und Selbstbestimmung einforderten, auf der Hausener Hute zum Ersten freideutschen Jugendtag zusammen. |     | HEL 636.705 |